# Läkarskolan
Läkarskolan (eng. Bad Medicine) är en komedifilm från 1985 med Steve Guttenberg, Alan Arkin och Julie Hagerty i huvudrollerna. Filmen skrevs och regisserades av Harvey Miller, och baserades på novellen Calling Dr. Horowitz av Steven Horowitz och Neil Offen.